# Amici pedanti

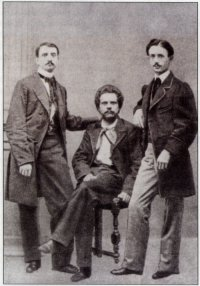
Amici pedanti: Torquato Gargani, Giosue Carducci, Giuseppe Chiarini

Il termine Amici pedanti indica il sodalizio letterario nato a Firenze nel 1856 dal gruppo formato da Giuseppe Torquato Gargani, Giosuè Carducci, Giuseppe Chiarini, Ottaviano Targioni Tozzetti.

## Storia
Il sodalizio fece l'esordio sulla scena letteraria con la diceria del Gargani (il quale scelse il nome del gruppo) Di Braccio Bracci e di altri poeti nostri odiernissimi (1856), e proseguì con la Giunta alla derrata, curata dal Carducci in risposta alle polemiche sollevate contro gli Amici dalla corrente romantica fiorentina capeggiata da Pietro Fanfani e dalla rivista Il Passatempo, e con Ai poeti nostri odiernissimi e lor difensori, gli amici pedanti (1856).
Nel 1858 lavorarono alacremente per fondare una rivista che si occupasse esclusivamente di letteratura e difendesse il gusto classico contro le tendenze romantiche allora in voga. Nacque in questo modo il Poliziano, che uscì per la prima volta il primo gennaio 1859. Oltre al Carducci e al Chiarini vi scrissero Francesco Donati, Pietro Dazzi, Antonio Gussalli e altri. Anche Terenzio Mamiani salutava con entusiasmo il progetto. I primi due numeri pubblicarono il saggio carducciano Di un miglior avviamento delle lettere italiane moderne al proprio loro fine. Discorso d'introduzione a questi studi. Il 27 aprile, per la gioia dei Pedanti, Leopoldo II di Lorena fu cacciato da Firenze, e la situazione politica fece loro sentire come non avesse più senso un giornale che si estraneasse totalmente, in quel momento, dagli accadimenti presenti. In giugno uscì il sesto numero della rivista, e fu l'ultimo. Il movimento si sciolse, ma i componenti continuarono a frequentarsi e a intessere rapporti di collaborazione letteraria.